# Karate-Europameisterschaften 1993
Die 28. Karate-Europameisterschaften fanden vom 7. bis zum 9. Mai 1993 in Prag statt.
Im Rahmen der Veranstaltung kam es zu folgenden Ergebnissen. Die deutsche Nationalmannschaft belegte im Medaillenspiegel hinter Spanien und Frankreich den dritten Rang.

## Medaillen Herren

### Einzel
| Kategorie     | Gold                 | Silber                | Bronze                                  |
| ------------- | -------------------- | --------------------- | --------------------------------------- |
| Kata          | Sanz de la Hoz       | Pasquale Acri         | Laurant Riccio                          |
| Kumite –60 kg | David Luque Camacho  | Daniele Simmi         | Damien Dovy Robert McCulloch            |
| Kumite –65 kg | Stein Rønning        | Murat Uysal           | Scott Cunningham Francesco Muffato      |
| Kumite –70 kg | Massimiliano Oggianu | William Thomas        | Romain Anselmo Samad Azadi              |
| Kumite –75 kg | Kosta Sariyannis     | Vincenzo Amicone      | Carlos Meana Wayne Otto                 |
| Kumite –80 kg | Morten Alstadsæther  | Michael Gillan        | Thomas Nitschmann Gennaro Talarico      |
| Kumite +80 kg | Enver Idrizi         | Ian Cole              | Davide Benetello Andreas Kleinekathöfer |
| Kumite Open   | Alain Lehetet        | Tomas Herrero Barcelo | Sacha Petrovic-Düner Sami Tiainen       |

### Mannschaft
| Kategorie | Gold       | Silber   | Bronze              |
| --------- | ---------- | -------- | ------------------- |
| Kata      | Frankreich | Spanien  | Italien             |
| Kumite    | Frankreich | Finnland | Deutschland England |

## Medaillen Damen

### Einzel
| Kategorie     | Gold              | Silber           | Bronze                              |
| ------------- | ----------------- | ---------------- | ----------------------------------- |
| Kata          | Maite San Narciso | Simone Schreiner | Cinzia Colaiacomol                  |
| Kumite –53 kg | Maryse Mazurier   | Sari Laine       | Ivonne Senff Elena Tuccitto         |
| Kumite –60 kg | Sandra Schäfer    | Irene Lyel       | Tatjana Petrovic Leyla Gedik        |
| Kumite +60 kg | Karin Olsson      | Jana Sykorova    | Theodora Dougeni Sophie Jean Pierre |
| Kumite Open   | Nurhan Fırat      | Sari Laine       | Anette Christl Carla Hoitinga       |

### Mannschaft
| Kategorie | Gold    | Silber  | Bronze                |
| --------- | ------- | ------- | --------------------- |
| Kata      | Spanien | Italien | Frankreich            |
| Kumite    | Spanien | England | Österreich Frankreich |

## Medaillenspiegel
Ausrichter 
| Platz | Land         | Gold | Silber | Bronze | Gesamt |
| ----- | ------------ | ---- | ------ | ------ | ------ |
| 1     | Spanien      | 5    | 2      | 1      | 8      |
| 2     | Frankreich   | 4    | 0      | 6      | 10     |
| 3     | Deutschland  | 2    | 2      | 4      | 8      |
| 4     | Norwegen     | 2    | 0      | 0      | 2      |
| 5     | Italien      | 1    | 4      | 6      | 11     |
| 6     | Schweden     | 1    | 0      | 1      | 2      |
|       | Türkei       | 1    | 0      | 1      | 2      |
| 8     | Kroatien     | 1    | 0      | 0      | 1      |
| 9     | England      | 0    | 3      | 2      | 5      |
| 10    | Finnland     | 0    | 3      | 1      | 4      |
| 11    | Österreich   | 0    | 1      | 2      | 3      |
|       | Schottland   | 0    | 1      | 2      | 3      |
| 13    | Tschechien   | 0    | 1      | 0      | 1      |
| 14    | Niederlande  | 0    | 0      | 2      | 2      |
| 15    | Griechenland | 0    | 0      | 1      | 1      |
|       | Jugoslawien  | 0    | 0      | 1      | 1      |
| Total | Total        | 17   | 17     | 30     | 64     |

## Quelle
- "Ergebnisse ohne Bundesligen", Sport-Bild vom 12. Mai 1993, S. 58